# Noise Records
Noise Records war ein deutsches Musiklabel, das sich auf Heavy Metal konzentrierte.
Noise Records war seit 2001 durch Verkauf des Unternehmens „Modern Music Records GmbH“ ein Unterlabel der Sanctuary Group, eines internationalen Unternehmens. Das Heavy-Metal-Label wurde ebenso wie das Punk-Label Aggressive Rockproduktionen von Karl-Ulrich Walterbach gegründet und machte seit den 1980er Jahren viele, auch heute noch bedeutende Rock- und Metal-Bands bekannt.

## Unternehmensgeschichte
1981 gründete Karl-Ulrich Walterbach das Independent-Label Modern Music Records GmbH. In den ersten Jahren wurde ausschließlich Punk deutschsprachiger Gruppen (Slime, Daily Terror, Toxoplasma, Compilation-Serie „Soundtracks zum Untergang“) und US-Punk (Black Flag mit Henry Rollins, Hüsker Dü, Misfits, Angry Samoans etc.) veröffentlicht. Durch die enge Zusammenarbeit mit Black Flag und deren Label SST kam Walterbach 1983 auch mit West-Coast-Underground-Metal-Bands wie Saint Vitus in Kontakt. Hieraus entwickelte sich dann 1984 das Label Noise Records, das sich zunächst auf europäische Thrash-Bands wie Kreator, Tankard und Celtic Frost spezialisierte und dann auch Bands anderer Metal-Stile wie Helloween, Running Wild, Grave Digger und Rage veröffentlichte. In den Anfangstagen gab es eine zweijährige Zusammenarbeit mit dem Metallica-Label Megaforce Records aus New York, von denen man die Thrash-Metal-Band Overkill lizenzierte und im Gegenzug Grave Digger in den USA über Megaforce veröffentlichen konnte.
Noise Records erfolgreichste Band wurde in den späten 1980er Jahren die Hamburger Speed-Metal-Formation Helloween, deren Keeper of the Seven Keys-Alben weltweit obere Chartpositionen erzielten mit Verkaufszahlen von über 1 Million alleine für das Album Keeper of the Seven Keys Part 2.
Ein Label-Deal 1990 mit der deutschen EMI für 4 Bands (Helloween, Running Wild, Celtic Frost, V2) war nur kurzlebig, da das Management von Helloween in vertragsbrüchiger Weise die Gruppe direkt bei der englischen EMI unter Vertrag brachte. Der darauffolgende Rechtsstreit wurde von den deutschen Gerichten im Sinne von Noise Records entschieden und nach zweijährigem Rechtsstreit außergerichtlich beigelegt. Im Rahmen des Vergleichs ging dann Helloween eigene Wege.
Durch den Anschluss des Labels T & T Records 1993 als Sublabel von Noise Records verstärkte man sich im melodiösen Bereich (Virgin Steele, Stratovarius, Elegy etc.) und durch die Zusammenarbeit mit dem Berliner Label „Hellhound Records“ 1994 im Bereich des Doom-Metal.
Die Produktionen von Noise Records fanden durch Vertriebs- und Lizenzveröffentlichungen weltweite Verbreitung (ca. 42 Länder). In den USA und Großbritannien hatte man eigene Büros. Das Label wurde 2001 an die englische Sanctuary Group verkauft.
Nach der Übernahme durch Universal im August 2007 wurde Sanctuary Records als eigenständiges Label geschlossen. Dies bedeutete gleichzeitig das Ende von Noise Records.

## Noise-Records-Bands (Auswahl)
- Beyond Surface
- Celtic Frost
- Conception
- Coroner
- Deathrow
- Elegy
- Exciter
- Gamma Ray
- Grave Digger
- Grinder
- Heavenly
- Helicon
- Helloween
- Iron Savior
- Kamelot
- Kreator
- Mania
- Mordred
- Midas Touch
- Overkill
- Oomph!
- Rage
- Running Wild
- Sabbat
- Skyclad
- Stratovarius
- Tankard
- Uriah Heep
- Vendetta
- Virgin Steele
- Voivod
- Warrant
- Watchtower